# Opuntia quitensis
Opuntia quitensis ist eine Pflanzenart in der Gattung der Opuntien (Opuntia) aus der Familie der Kakteengewächse (Cactaceae). Das Artepitheton quitensis verweist auf das Vorkommen der Art bei Quito. Eine Besonderheit dieser Opuntien-Art ist ihre Zweihäusigkeit.

## Beschreibung
Opuntia quitensis wächst der der Länge nach hingestreckt mit einzelnen etwas aufrechten Trieben und bildet große Dickichte mit Wuchshöhen von 0,4 bis 3 Metern. Die abgeflachten, eingeengt länglichen bis fast runden Triebabschnitte sind kahl und fest miteinander verbunden. Sie sind 6 bis 40 Zentimeter lang und 5 bis 13 Zentimeter breit. Die aus den Areolen entspringenden braunen, 2 bis 4 Millimeter langen Glochiden sind unscheinbar. Die ungleichen zwei bis sieben Dornen, die manchmal auch fehlen, sind nadelartig bis pfriemlich und an der Spitze mit einigen Widerhaken versehen. Sie sind gelblich weiß, an der Spitze etwa dunkler und manchmal leicht abgeflacht. Die Dornen erreichen eine Länge von 0,5 bis 8 Zentimetern.
Die eingeschlechtlichen, orangeroten bis orangegelben Blüten sind 2,3 bis 7 Zentimeter lang und weisen Durchmesser von 1 bis 2,5 Zentimeter auf. Die tonnenförmigen, bräunlich grünen Früchte sind rötlich getönt. Sie sind mit Glochiden und manchmal Dornen oder Borsten besetzt. Die Früchte sind 2,5 bis 4 Zentimeter lang und erreichen Durchmesser von 2 bis 4 Zentimeter.

## Verbreitung, Systematik und Gefährdung
Opuntia quitensis ist in Ecuador und Peru bis in Höhenlagen von 3000 Metern verbreitet.
Die Erstbeschreibung wurde 1898 von Frédéric Albert Constantin Weber veröffentlicht. Ein nomenklatorisches Synonym ist Platyopuntia quitensis (F.A.C.Weber) F.Ritter (1981).
In der Roten Liste gefährdeter Arten der IUCN wird die Art als „Least Concern (LC)“, d. h. als nicht gefährdet geführt. Die Entwicklung der Populationen wird als stabil angesehen.

## Nachweise